# Théâtre romain de Guelma
Le théâtre romain de Guelma est un théâtre antique situé à Guelma en Algérie, fut édifié au début du IIIe siècle, grâce au financement d'une prêtresse du culte impérial. Complètement détruit, il a été rebâti au début du XXe siècle, ce qui explique son excellent état.  
Aujourd'hui, le théâtre abrite le musée romain de Guelma.

## Histoire

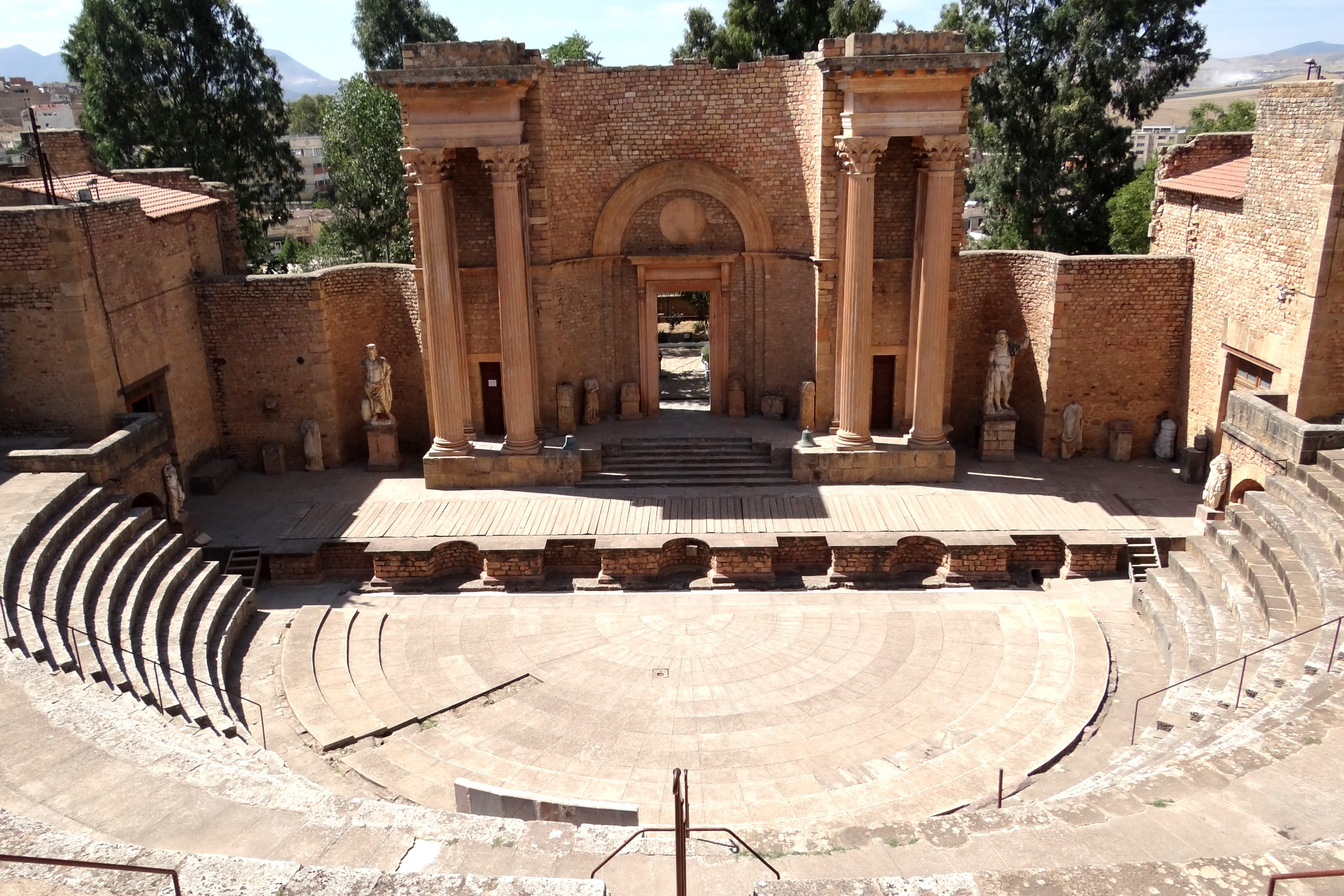
Théatre romain de Calama

La construction du théâtre est due à l'évergétisme d'une certaine Annia Aelia Restituta dont deux inscriptions latines nous rappellent qu'elle dépensa 400 000 sesterces pour le plaisir de ses concitoyens. Ces derniers honorèrent la généreuse donatrice en lui élevant cinq statues. Aelia Restituta est qualifiée dans les inscriptions de flaminica augustorum, c'est-à-dire de prêtresse des deux Augustes, qui peuvent être soit Marc Aurèle et Verus, soit Septime Sévère et Caracalla, ce qui date le théâtre du tout début du IIIe siècle. 
Servant par la suite de carrière pour la construction de la ville, le monument est totalement démantelé. Il est reconstitué entre 1902 et 1918.

## Architecture
Tourné vers le nord, le théâtre occupe une pente qui a été creusée.
Le théâtre a été entièrement reconstruit lors de sa restauration du début du XXe siècle. Il s'appuie sur une assise de blocage comparée du revêtement en petit appareil avec des grosses pierres de taille pour les angles. Sa largeur totale est de 58 mètres, avec une scène de 37 mètres de largeur pour 7,15 mètres de profondeur. Le bord de la scène (pulpitum) est décoré de sept niches, alternativement carrées et semi-circulaires, dont les sculptures ont disparu. Le mur de scène était divisé par trois niches semi-circulaires. La niche centrale entourée de colonne est percée d'une porte, tandis que les niches latérales sont fermées, contrairement à l'usage architectural, et sont ornées de statues. La cavea comptait 28 gradins, répartis sur plusieurs niveaux : neuf gradins pour le premier niveau, six pour les second, troisième et quatrième niveaux. On pénétrait dans la cavea par deux vomitoires latéraux superposés. Avec plus de 3 600 places, il comprend une façade, une scène et un orchestre, des issues, des vestiaires et des dépendances.

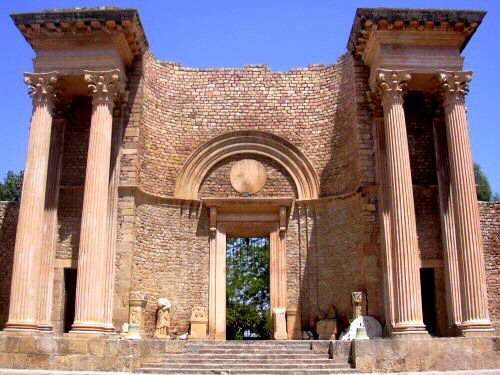
Mur de la scène
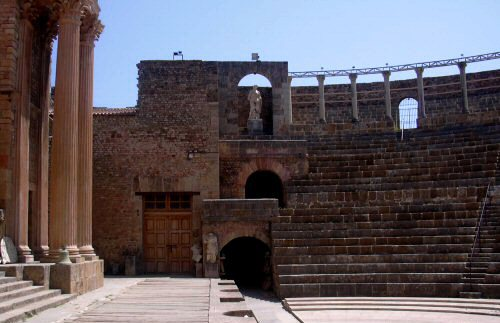
Partie nord, la scène au fond portail du musée
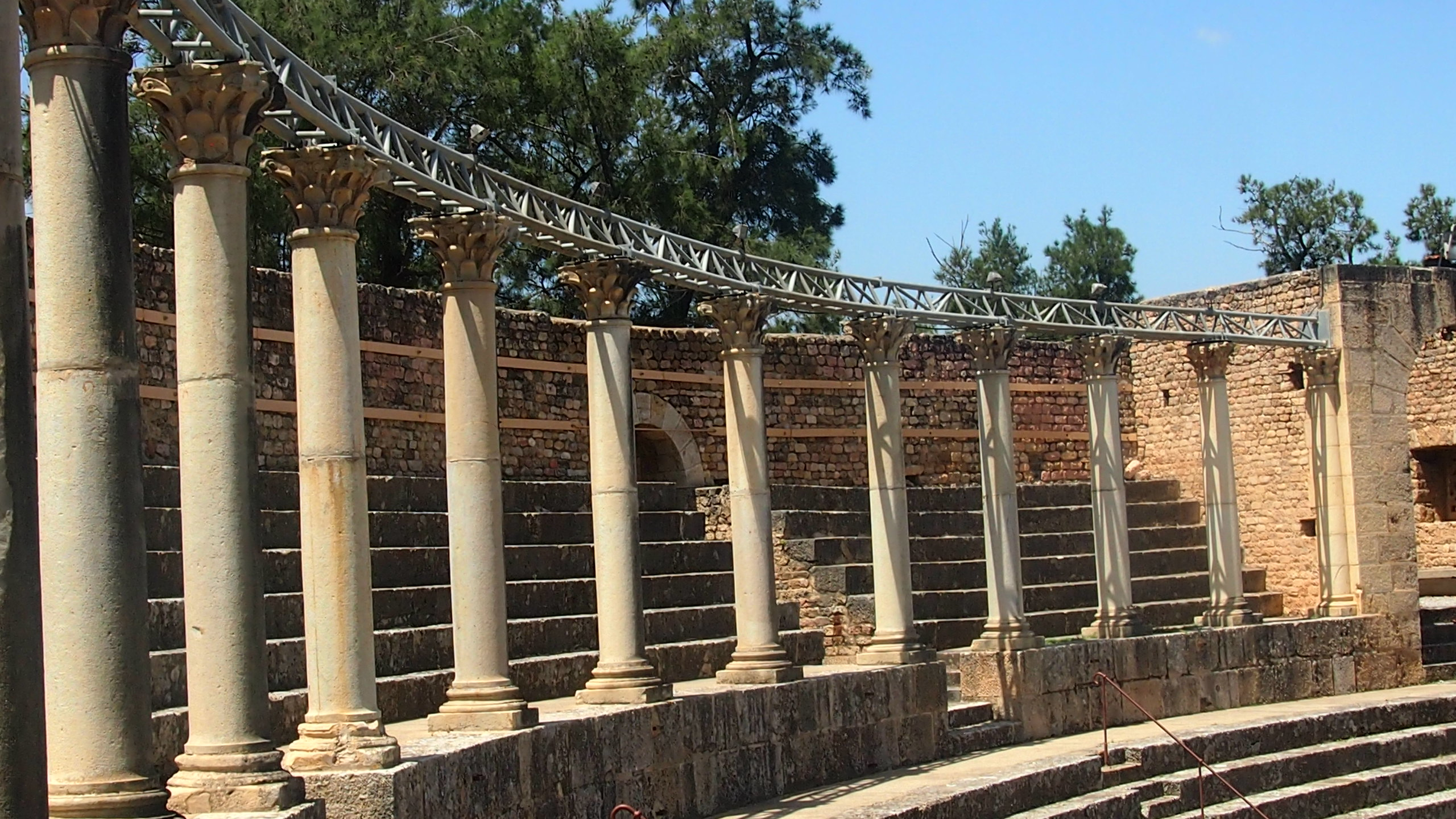
Les colonnes du théâtre
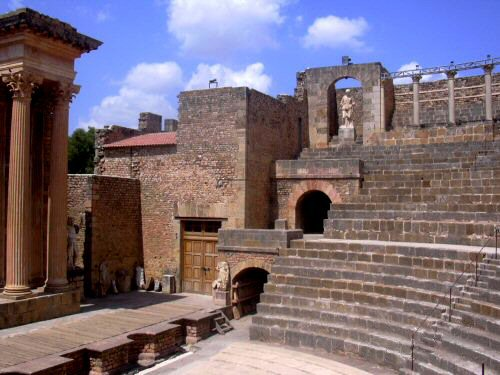
Estrade de la scène, ouverture des vomitoires latéraux